# Linia kolejowa Wallwitz – Wettin
Linia kolejowa Wallwitz – Wettin – dawna jednotorowa i niezelektryfikowana lokalna linia kolejowa w kraju związkowym Saksonia-Anhalt, w Niemczech. Łączyła miejscowości Wallwitz i Wettin.